# Schlitterbahn Waterparks
Schlitterbahn Waterparks & Resorts ist ein amerikanisches Unternehmen, welches Wasserparks und an diese angeschlossene Resorts betreibt. Das Unternehmen befindet sich im Eigentum der Cedar Fair Entertainment Company. Das 1979 gegründete Unternehmen war zuvor ein Familienunternehmen im Eigentum der Henry Familie mit Hauptsitz in New Braunfels, Texas. In seinen Hochzeiten betrieb das Unternehmen fünf Outdoor-Wasserparks, zwei Indoor-Wasserparks und drei Hotel-Resorts.
Am 13. Juni 2019 schloss Cedar Fair eine Vereinbarung zur Übernahme von zwei Schlitterbahn-Anlagen in Galveston und New Braunfels für 261 Millionen US-Dollar. Das Übereinkommen, das Anfang Juli 2019 abgeschlossen wurde, gewährte Cedar Fair die Option, den Schlitterbahn Waterpark Kansas City innerhalb von 120 Tagen nach der Transaktion für 6 Millionen US-Dollar zu erwerben, was Cedar Fair jedoch ablehnte. Auch die Rechte am Namen Schlitterbahn waren Teil der Übernahme. Cedar Fair fusionierte im Jahr 2024 mit Six Flags.

## Geschichte
Schlitterbahn wurde im August 1979 von Bob und Billye Henry und ihrer Familie in New Braunfels, Texas, gegründet. Es war ein privat geführtes Familienunternehmen, das seinen Ursprung in einem kleinen Resort hatte, das die Henrys 1966 übernahmen. Der Markenname spiegelte die deutsche Herkunft der Region wider und begann als einzelner Wasserpark. Mit der Zeit formalisierte sich die Unternehmensstruktur und 1984 wurde NBGS International als Schwesterfirma gegründet, die weltweit Rides für Wasserparks entwarf und baute.

### Expansion und Wachstum
Schlitterbahn wuchs als Unternehmen durch die strategische Eröffnung neuer Parks unter der zentralen Marke. Die Expansion begann mit dem Park in South Padre Island, der im Mai 2001 eröffnet wurde und 2013 um ein 221-Zimmer-Resort erweitert wurde. 2006 folgte der 26 Hektar große Park in Galveston, der 2016 die weltweit höchste Aufwärts-Wasserachterbahn, MASSIV, einführte. 2009 eröffnete Schlitterbahn Kansas City auf 40 Hektar, und 2015 folgte der Park in Corpus Christi mit einem 90-Zimmer-Resort-Hotel. Pläne für einen sechsten Park in Cedar Park, Texas, und einen siebten in Fort Lauderdale, Florida, wurden 2010 bzw. 2014 angekündigt, waren jedoch bis Mai 2017 auf Eis gelegt.
Die Expansion wurde durch eine zentralisierte Unternehmensstruktur unterstützt, die es Schlitterbahn ermöglichte, alle Parks unter einer einheitlichen Marke zu betreiben, was zu einem konsistenten Gästeerlebnis und Markenidentität führte. Zu seinem Höhepunkt bestand das Unternehmen aus fünf Outdoor-Wasserparks, zwei Indoor-Wasserparks und drei Resorts.

### Eigentumswechsel und Übernahme
Ein Wendepunkt in der Unternehmensentwicklung war die Übernahme durch Cedar Fair Entertainment Company im Juli 2019. Cedar Fair, ein börsennotiertes Unternehmen mit Sitz in Sandusky, Ohio, schloss eine Vereinbarung zur Übernahme der Schlitterbahn-Marke und der Parks in New Braunfels und Galveston für 261 Millionen US-Dollar ab. Diese Transaktion umfasste auch die Option, den Kansas-City-Park innerhalb von 120 Tagen für 6 Millionen US-Dollar zu erwerben, was Cedar Fair jedoch ablehnte. Die Übernahme markierte einen bedeutenden Wandel, da Schlitterbahn nun Teil eines größeren, diversifizierten Portfolios von 15 Parks wurde, einschließlich Resorts und Marinas, und die Henry-Familie ihre Kontrolle über die Marke verlor.
Die jüngste Entwicklung war die Fusion von Cedar Fair mit Six Flags, die am 1. Juli 2024 abgeschlossen wurde und Six Flags Entertainment Corporation schuf, den größten und vielfältigsten Vergnügungsparkbetreiber Nordamerikas mit einem geschätzten Unternehmenswert von 8 Milliarden US-Dollar. Das kombinierte Portfolio umfasst nun 42 Parks, darunter Amusement Parks, Wasserparks und Resorts in den USA, Kanada und Mexiko, wobei Schlitterbahn als Teil dieses Netzwerks weiterhin unter seiner historischen Marke betrieben wird.

## Aktuelle Wasserparks

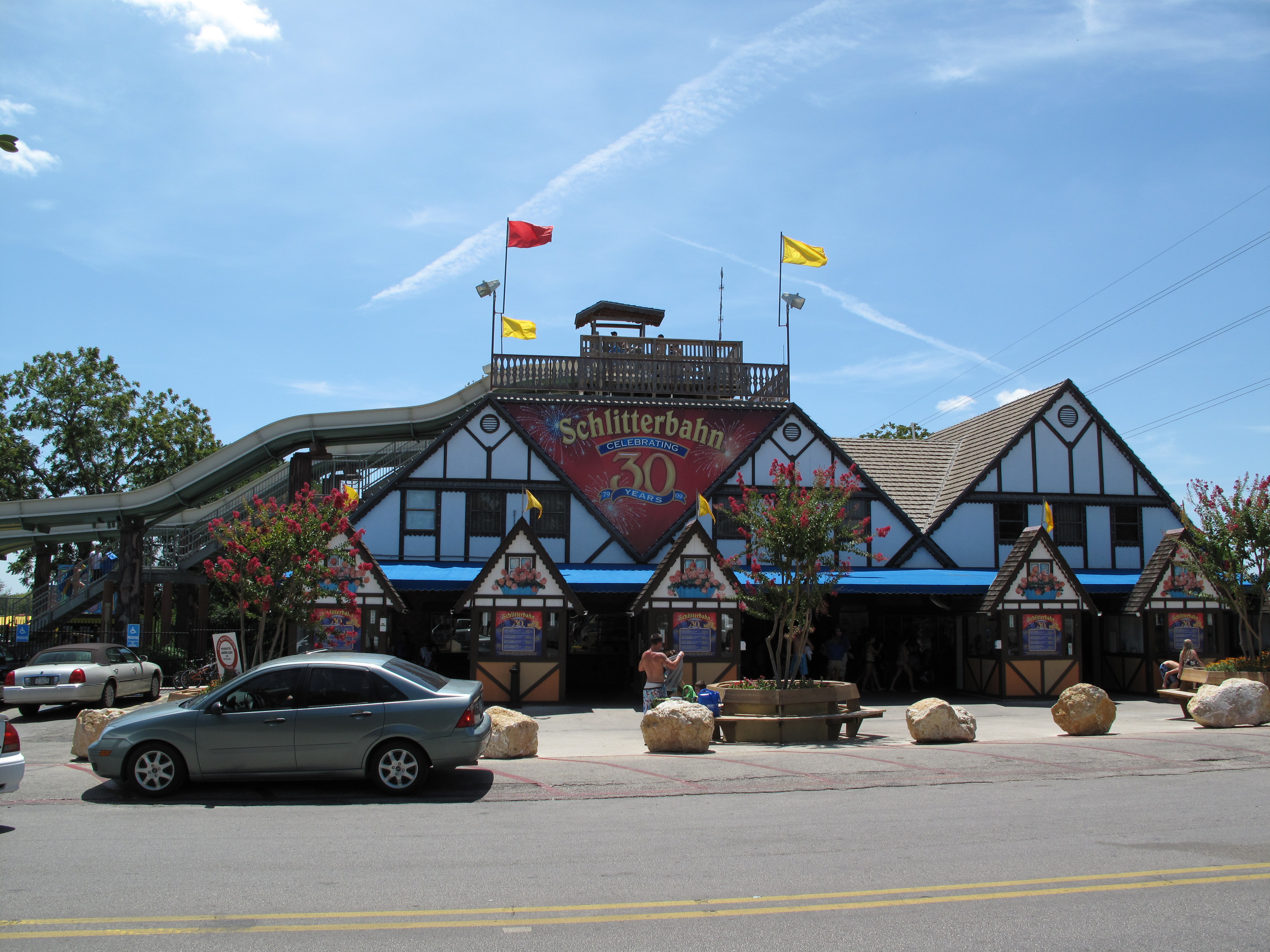
Der Eingang von Schlitterbahn New Braunfels

### New Braunfels, Texas
Der erste Schlitterbahn Park in New Braunfels, Texas wurde im Jahr 1979 eröffnet. Aufgrund der deutschen Abstammung vieler Personen in dem Gebiet von New Braunfels, bekam der Wasserpark einen deutschen Namen. Ursprünglich beheimatete der Park vier Wasserrutschen. Der Park wurde dreimal erweitert. Surfenberg war der erste Teil der Erweiterung und bot 1992 die weltweit erste Indoor-Surfattraktion, die Boogie Bahn, sowie 1994 die erste bergauf fahrende Wasserachterbahn, den Dragon Blaster. Im Jahr 1996 wurde der nächste Abschnitt eröffnet – Blastenhoff – mit der weltweit ersten Wellenflussattraktion, dem Torrent, und der weltweit am meisten ausgezeichneten bergauf fahrenden Wasserachterbahn, dem Master Blaster. Im Jahr 2011 wurde der Park erneut erweitert und es wurde The Falls hinzugefügt, der weltweit längste Schlauchbootfluss mit Stromschnellen und Röhrenrutschen.

Stand 2024 hat der Park 26 Jahre lang ununterbrochen den Golden Ticket Award von Amusement Today für den besten Wasserpark gewonnen; die Serie begann mit der Einführung des Preises im Jahr 1998. Insgesamt hat Schlitterbahn New Braunfels bis 2024 44 Golden Ticket Awards erhalten. Stand 2014 beschäftigte der Park 2.000 Saisonarbeiter.

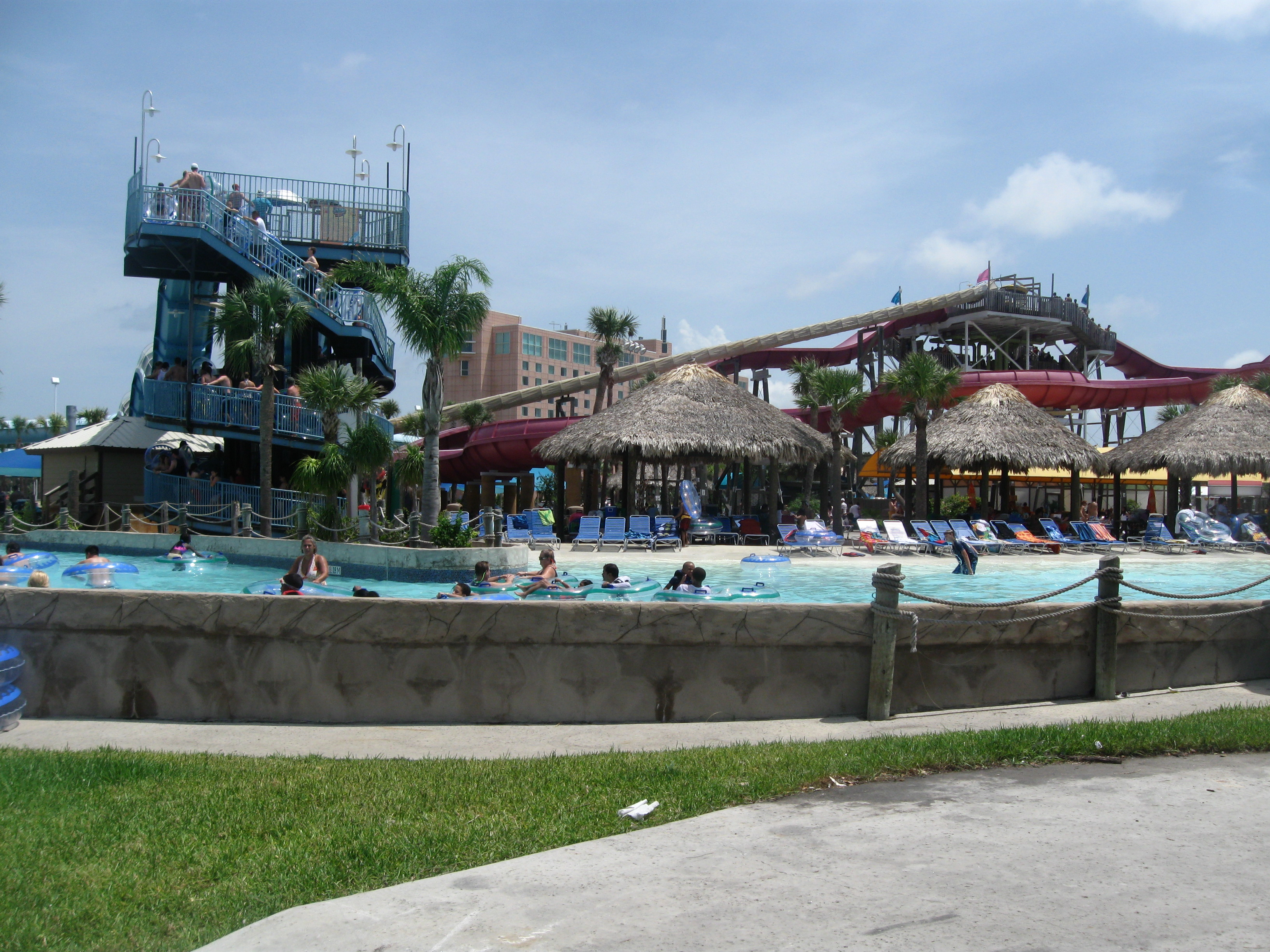
Der Wasserpark in Galveston

### Galveston, Texas
Schlitterbahn Galveston, ein 26 Hektar großer Wasserspark, eröffnete im Frühling 2006 und war der weltweit erste umbaubare Wasserspark mit abnehmbaren Wänden für ganzjährige Nutzung, ideal für das Küstenklima von Galveston. Der Park bot anfangs über 30 Attraktionen, darunter ein 1,5 km langes Flusssystem, Wasserfest (ein 6.500 Quadratmeter großer umbaubarer Innen-/Außenbereich mit beheizten Rutschen) und das innovative Transportainment-Konzept, das es Gästen ermöglicht, zwischen Attraktionen zu wechseln, ohne das Wasser zu verlassen.
Der Park bietet die meisten Thrill-Rutschen aller bisher betriebenen Schlitterbahn-Wasserparks. 2016 wurde MASSIV, die damals höchste bergauf fahrende Wasserachterbahn der Welt (25 Meter hoch), zur Feier des 10-jährigen Jubiläums eröffnet, mit fortschrittlicher Technologie zur Wassereinsparung. Der Rekord wurde an Tsunami Surge in Hurricane Harbor in Chicago verloren.

## Frühere Wasserparks

### South Padre Island, Texas
Der Park in South Padre Island wurde im Jahr 2001 eröffnet. 2012 wurde ein Innenbereich eröffnet, der den Park ganzjährig nutzbar machte und die Attraktivität für Touristen, insbesondere in der Nebensaison, erhöhte. Dieser Innenbereich umfasste weitere Rutschen und Becken, die beheizt werden konnten, und wurde 2013 durch ein 221-Zimmer-Resort mit Restaurants, Geschäften und einem weiteren Innenwasserpark ergänzt, was den Park zu einem vollwertigen Urlaubsziel machte.
Ein kritischer Moment in der Geschichte des Parks ereignete sich am 6. März 2013, als ein tödlicher Unfall mit einer Wellengenerationsmaschine geschah. Ein 20-jähriger saisonaler Mitarbeiter, Nicolas "Nico" Benavidez, starb, und ein Wartungsleiter erlitt schwere Verletzungen, als die Maschine versehentlich aktiviert wurde und sie zwischen Tor und Wand einklemmte. Die Occupational Safety and Health Administration (OSHA) untersuchte den Vorfall und verhängte im Anschluss eine Geldstrafe von 96.000 USD für sechs Sicherheitsverstöße, darunter das Fehlen angemessener Schulungen und Sicherheitsverfahren für gefährliche Energiequellen. Dieser Vorfall führte zu verstärkten Sicherheitsmaßnahmen und erhöhte die Aufmerksamkeit auf Arbeitsschutz im Park.
Als die Henrys das Unternehmen an Cedar Fair verkauften, behielten sie das Eigentum an dieser Anlage und benannten sie um. Im Dezember 2019 begann der Park mit der Umbenennung in Beach Park at Isla Blanca, ein Prozess, der bis Ende des Jahres abgeschlossen war. Der Marketingdirektor Mike Bigelow betonte, dass die Attraktionen und das Gästeerlebnis erhalten bleiben würden, mit Plänen für niedrigere Preise für Saisonpasses im Jahr 2020 und weiteren Entwicklungen für den Sommer. Heute ist der Park als Beach Waterpark bekannt.

### Corpus Christi, Texas
Schlitterbahn Corpus Christi wurde im Mai 2012 angekündigt, mit Plänen für ein 574 Hektar großes Gebiet, das eine Marina, einen Golfplatz und den Wasserpark mit Unterkünften umfasste. Die ursprüngliche Ankündigung zielte auf eine Eröffnung im Sommer 2013 ab, aber aufgrund verschiedener Verzögerungen begann der erste Spatenstich erst im Februar 2013. Der Park öffnete schließlich am 20. Juni 2015.
Im Jahr 2016 wurde der südliche Teil des Parks eröffnet, der als Schlitterbahn Riverpark - Corpus Christi bekannt wurde, und fügte fast 3,2 Kilometer Fluss und mehrere Blaster-Rutschen hinzu. Zusätzlich wurde ein Resort mit Veranstaltungsräumen eröffnet, was den Park zu einem ganzjährigen Ziel machte. Im Jahr 2017 wurde Padre's Plunge hinzugefügt, eine Shoot-the-Chute-Attraktion von SkyTrans Manufacturing, die zuvor als "Buzzsaw Falls" in Alabama Splash Adventure bekannt war. 
Der Betrieb des Parks war nicht ohne Hürden. Lieferanten klagten über unbezahlte Rechnungen in Höhe von 500.000 USD und zogen Schlitterbahn vor Gericht, was zu einer vorübergehenden Spannung führte. Nach mehreren Monaten zahlte Schlitterbahn die Lieferanten und organisierte sogar eine Party, um die Beziehungen zu verbessern. Trotz dieser Bemühungen geriet der Park in finanzielle Schwierigkeiten, und am 1. Mai 2018 übernahm die IBC Bank den Park durch eine Zwangsversteigerung. Der vorherige Eigentümer, Upper Padre Partners LP, hatte einen Kredit von 16 Millionen USD aus dem Jahr 2015 nicht bedient. Nach der Übernahme wurde der Park weiterhin von Schlitterbahn betrieben und vermarktet, aber umbenannt in Waves Resort Corpus Christi.
Die COVID-19-Pandemie verschärfte die finanziellen Probleme, und der Park schloss im Mai 2020 permanent. Nach dem Schließen wurde das Grundstück von Diamond Beach Holdings LLC gekauft, einer Tochtergesellschaft der IBC Bank. Der Park und das zugehörige 90-Zimmer-Hotel wurden 2021 abgerissen, um Platz für neue Entwicklungen zu machen, wie Wohngebiete, Geschäfte, Hotels und Restaurants, die das 18 Millionen USD teure Park Road 22 Bridge-Projekt ergänzen sollten.

### Kansas City, Kansas

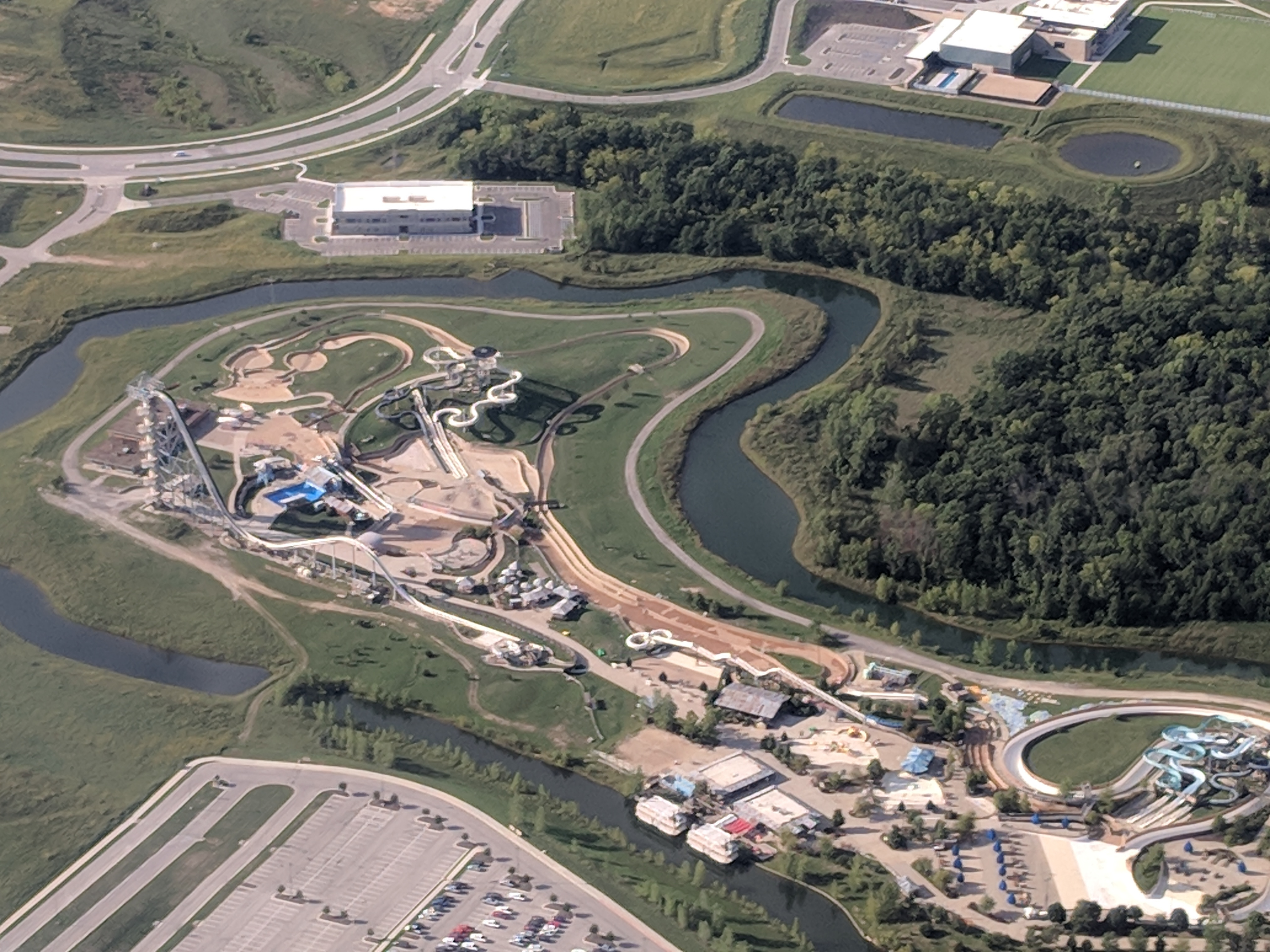
Schlitterbahn in Kansas City

Schlitterbahn Kansas City wurde im September 2005 von Schlitterbahn Waterparks, einem Familienunternehmen mit Sitz in New Braunfels, Texas, angekündigt. Der Spatenstich erfolgte am 18. September 2007 auf einem Gelände, das zuvor von den Wyandotte County Fairgrounds und dem Anbau des Unified Government Courthouse genutzt wurde, direkt gegenüber dem Kansas Speedway und dem Einkaufs- und Freizeitgebiet Village West, über die Interstate 435 hinweg. Der Park öffnete schließlich am 15. Juli 2009 seine Tore und war der vierte in der Schlitterbahn-Kette sowie der erste außerhalb von Texas. Die ursprünglichen Pläne sahen eine etwa 370 Hektar (ca. 150 Hektar laut einigen Quellen) große Entwicklung vor, die einen nahezu 16 Hektar großen Wasserpark sowie ein umfassendes Resort mit Hotels und weiteren Freizeiteinrichtungen, bekannt als Schlitterbahn Vacation Village, umfassen sollte. Die geschätzten Gesamtkosten beliefen sich auf 750 Millionen US-Dollar. Bis zur Eröffnung 2009 wurde aufgrund der Weltfinanzkrise nur ein Bruchteil des Geländes entwickelt, und die tatsächlichen Investitionen beliefen sich auf etwa 180 Millionen Dollar. Die erste Phase des Parks umfasste 12 Wasserattraktionen, drei Restaurants und zwei Geschäfte, wobei drei der Attraktionen – darunter Elemente wie Rutschen – aus dem stillgelegten Geauga Lake Freizeitpark in Ohio übernommen wurden.
Im Juli 2014 wurde die Verrückt-Wasserrutsche eröffnet, die mit einer Höhe von 51,38 Meter und einer maximalen Geschwindigkeit von 105 Kilometern pro Stunde die höchste Wasserrutsche der Welt war, und damit Kilimanjaro im Aldeia das Águas Park Resort in Brasilien übertraf. Leider überschattete ein tragischer Vorfall im August 2016 die Geschichte der Wasserrutsche: Ein 10-jähriger Junge, Caleb Schwab, starb bei einem Unfall auf der Verrückt-Rutsche, als das Floß, auf dem er fuhr, in die Luft stieg und einen Metallpfosten traf, was zu seiner sofortigen Enthauptung führte. Der Park schloss vorübergehend und öffnete nach drei Tagen wieder, doch die Rutsche blieb permanent geschlossen.
In der Saison 2018, der letzten Saison des Wasserparks, wurden vier weitere Attraktionen (Soaring Eagle, Boogie Bahn, Whirlpool, Wolfpack) aufgrund von Nichteinhaltung des Kansas Amusement Ride Act geschlossen, wobei die Whirlpool-Rutsche aufgrund eines benötigten Pumpenwechsels für die gesamte Saison 2018 nicht mehr öffnete. Die Demontage von Verrückt begann im November 2018.
Nach dem tödlichen Unfall 2016 und den anschließenden Problemen mit den Sicherheitsvorschriften schloss Schlitterbahn Kansas City am 3. September 2018 endgültig und öffnete nicht mehr für die Saison 2019. Cedar Fair lehnte die Übernahme des Parks ab. Die Nachnutzung des Geländes begann mit einem Wiederaufbauvertrag, der am 6. November 2020 von Homefield LLC für 90 Millionen Dollar unterzeichnet wurde, um das Gelände in einen Amateur-Sportkomplex umzuwandeln. Die Demolierung war vor September 2021 abgeschlossen.

## Nicht realisierte Projekte

### Fort Lauderdale, Florida
Im Jahr 2010 entschied die Stadt Fort Lauderdale, ein 65 Hektar großes Gelände neben dem alten Fort Lauderdale Stadium für die Entwicklung eines Wasserparks durch Schlitterbahn zu nutzen, anstatt es für ein Fußballstadion zu verwenden. Das Projekt, mit geschätzten Kosten von 110 Millionen US-Dollar, sollte ein modernes Freizeitangebot umfassen, darunter eine Baumhaus-ähnliche Luxusunterkunft, einen Lazy River, zahlreiche Thrill-Rutschen und Attraktionen, die um das Stadion herum gebaut werden sollten. Die geplante Eröffnung war für 2018 vorgesehen, und 2014 erhielt das Projekt die endgültige Genehmigung von der Federal Aviation Administration. Da das Gelände Teil des Fort Lauderdale Executive Airport war, war die FAA-Zustimmung erforderlich.
Die Pläne stießen jedoch auf erheblichen Widerstand. Im Oktober 2015 reichte Premier Parks LLC, der Betreiber des nahegelegenen Rapids Water Parks, Klage gegen die Stadt Fort Lauderdale ein. Premier Parks argumentierte, dass sie durch die Vergabe des Pachtvertrags an Schlitterbahn über fünf Millionen US-Dollar im ersten Jahr verlieren würden, da es sich um direkte Konkurrenz handelte. Diese Klage führte zu erheblichen Verzögerungen und juristischen Auseinandersetzungen.
Am 29. März 2017 entschied US-Bezirksrichter Jose Martinez, dass der Pachtvertrag zwischen der Stadt Fort Lauderdale und Schlitterbahn ungültig war, da die Stadt ihre eigene Satzung nicht befolgt hatte, indem sie den Vertrag ohne wettbewerbsfähige Gebote vergab. Diese Entscheidung markierte das Ende von Schlitterbahns Beteiligung am Projekt. Nach der Stornierung von Schlitterbahns Plänen gewann Premier Parks LLC den Zuschlag für das Gelände mit Plänen für einen Wet-’n-Wild-Wasserpark. Doch im September 2018 sagte Premier Parks diese Pläne ebenfalls ab, was dazu führte, dass das Gelände ungenutzt blieb.

### Cedar Park, Texas
Im Jahr 2010 kündigte Schlitterbahn Pläne für einen sechsten Wasserpark in Cedar Park an, einer Stadt nordöstlich von Austin. Dieses Projekt sollte ein experimentelles Unterhaltungsresort sein, das nicht nur einen Wasserpark, sondern auch ein Schlitterbahn Boutique Hotel und Konferenzzentrum umfasste. Die erste Phase des Projekts war auf 67 Hektar ausgelegt, mit einem Budget von 75 Millionen US-Dollar, und sollte im Sommer 2012 eröffnet werden. Die Gesamtkosten des Projekts wurden auf über 360 Millionen US-Dollar geschätzt, mit einer Gesamtfläche von mehr als 95 Hektar. Der geplante Wasserpark sollte auf der preisgekrönten Technologie der miteinander verbundenen Flüsse von Schlitterbahn basieren und eine Vielzahl innovativer Wasserattraktionen bieten, die das ganze Jahr über betrieben werden konnten. Zusätzlich waren Lodging, Einzelhandel, Restaurants und ein Konferenzzentrum geplant, um das Angebot zu erweitern. Umweltfreundliche Funktionen wie kompakte Leuchtstofflampen, LED-Technologien, wassersparende Armaturen und ein System zur kontinuierlichen Wasseraufbereitung, -filtration, -desinfektion und -rückgewinnung waren ebenfalls vorgesehen, was den Park zu einem nachhaltigen Ziel machen sollte.
Der ursprüngliche 360-Millionen-Dollar-Plan scheiterte an der Finanzierung, was die Stadt und Schlitterbahn dazu zwang, auf ein kleineres, kostengünstigeres Projekt umzusteigen. Die Stadt plante nun, einen kleineren, 75-Millionen-Dollar-Wasserpark auf einem anderen 16 Hektar großen Grundstück zu bauen, ohne die ursprünglich vorgesehenen Resort-Annehmlichkeiten wie Hotel und Einzelhandel. 2014 verlagerte Schlitterbahn seine Aufmerksamkeit auf das neue Projekt in Corpus Christi in Texas und der Park wurde nie realisiert.

## Zwischenfälle
- Am 6. März 2013 wurde ein 20-jähriger Saisonangestellter der Schlitterbahn South Padre tödlich verletzt, als ein Tor zufiel und ihn einklemmte. Er wurde zur Organspende an lebenserhaltende Maßnahmen angeschlossen und erlag später am 11. März 2013 seinen Verletzungen. Die OSHA untersuchte den Vorfall und verhängte gegen Schlitterbahn eine Geldstrafe wegen sechs Sicherheitsverstößen im Zusammenhang mit dem tödlichen Vorfall.[13][36]
- Am 7. August 2016 kam ein 10-jähriger Junge im Park ums Leben, als er auf Verrückt fuhr, einer Rutsche, die zum Zeitpunkt des Vorfalls als die höchste der Welt angepriesen wurde. Das Floß, auf dem er saß, flog am zweiten Hügel in die Luft und kollidierte mit den Metallbügeln und Netzen, die die Rutsche abdecken. Der Junge wurde geköpft und starb, bevor er unten ankam, und zwei weitere Mitfahrer im selben Floß erlitten Verletzungen. Das Fahrgeschäft wurde außer Betrieb genommen und im Jahr 2018 demontiert.[37]